# Jaskier dziewięciornikolistny
Jaskier dziewięciornikolistny (Ranunculus parnassifolius L.) – gatunek rośliny z rodziny jaskrowatych (Ranunculaceae Juss.). Występuje naturalnie w Pirenejach i Alpach. 

## Rozmieszczenie geograficzne
We Francji gatunek został zaobserwowany w departamentach Pireneje Atlantyckie oraz Pireneje Wschodnie. Prawdopodobnie rośnie również w departamentach Alpy Górnej Prowansji, Alpy Wysokie, Alpy Nadmorskie, Ariège, Górna Garonna, Isère, Pireneje Wysokie, Sabaudia oraz Górna Sabaudia. W Szwajcarii występuje w Alpach Berneńskich, Urneńskich, Glarneńskich oraz Retyckich. We Włoszech rośnie w Piemoncie, Lombardii, Trydencie-Górnej Adydze, Wenecji Euganejskiej oraz Fruli-Wenecji Julijskiej. 

## Morfologia

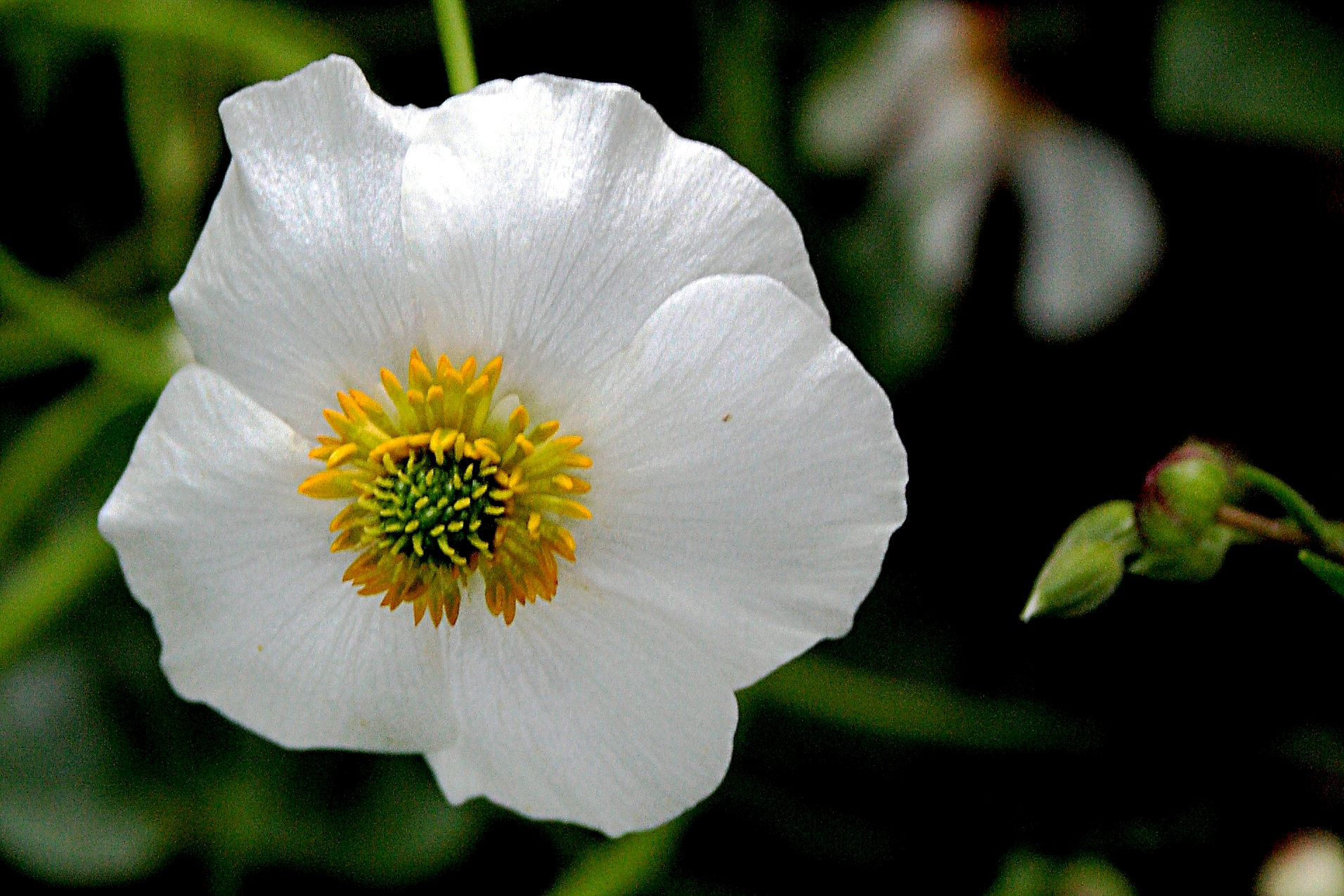
Kwiat

PokrójNiska bylina o nagich lub owłosionych pędach. Dorasta do 5–15 cm wysokości. Łodygi są wygięte, wznoszące się.
LiścieMają jasnozieloną barwę. Mają owalnie sercowaty kształt. Młode liście są owłosione na brzegach i górnej powierzchni. Widoczne jest użyłkowanie liści. Brzegi są całobrzegie.
KwiatySą pojedyncze lub zebrane po 2–5 w kwiatostanach. Mają żółtą barwę, często z odcieniem różowym lub czerwonym. Dorastają do 20–25 mm średnicy. Działki kielicha są owłosione.

## Biologia i ekologia
Rośnie na skałach i morenach wapiennych, w miejscach, gdzie zalega śnieg. Występuje na wysokości od 1900 do 2900 m n.p.m. Kwitnie od lipca do sierpnia. Preferuje stanowiska w pełnym nasłonecznieniu lun półcieniu. Świeże części rośliny są trujące – zawierają protoanemoninę. 

## Ochrona
We Francji gatunek ten został wpisany do krajowej Czerwonej Księgi Gatunków Zagrożonych. Został zaliczony do kategorii gatunków narażonych na wyginięcie (Vulnerable). Ponadto jest chroniony na poziomie regionalnym w Prowansji-Alpach-Lazurowym Wybrzeżu. 

## Zmienność
W obrębie tego gatunku wyhodowano kultywar 'Nuria' – kwiaty dorastają do 3 cm średnicy, mają białą barwę z widocznymi różowo-fioletowymi żyłkami, które z daleka wyglądają jak kwiaty jabłoni. 